# Tsimpsean Peninsula
Tsimpsean Peninsula är en halvö i Kanada.   Den ligger i North Coast Regional District och provinsen British Columbia, i den sydvästra delen av landet, 3 900 km väster om huvudstaden Ottawa.
I omgivningarna runt Tsimpsean Peninsula växer i huvudsak barrskog. Trakten runt Tsimpsean Peninsula är nära nog obefolkad, med mindre än två invånare per kvadratkilometer.